# Corey Davis Jr.
Corey Richard Davis Jr. (Lafayette, Luisiana; 4 de junio de 1997) es un baloncestista estadounidense que pertenece a la plantilla del Vanoli Basket Cremona de la Lega Basket Serie A. Con 1,85 metros de estatura, juega en la posición de base.

## Trayectoria deportiva

### Universidad
Jugó dos temporadas en el San Jacinto College de Houston, perdiéndiose parte de su año freshman por culpa de una lesdión en la rodilla. Fue incluido en su segunda temporada en el mejor equipo All-American de la NJCAA, tras promediar 17,4 puntos por partido.
Tras acceder a la división I de la NCAA, jugó dos temporadas más con los Cougars de la Universidad de Houston, en las que promedió 15,1 puntos, 3,2 rebotes y 2,6 asistencias por partido. En su última temporada fue incluido por unanimidad en el mejor quinteto de la American Athletic Conference.

### Profesional
Tras no ser elegido en el Draft de la NBA de 2019, disputó las Ligas de verano de la NBA con los Washington Wizards, promediando 2,7 puntos y 1,0 rebotes en los tres partidos en los que jugó. El 5 de septiembre de 2019 firmó su primer contrato profesional con el Afyon Belediye S.K. turco. Jugó una temporada como titular, en la que promedió 10,7 puntos y 2,4 rebotes por partido.
El 6 de junio de 2020 se comprometió con el BCM Gravelines-Dunkerque de la Pro A francesa.
El 19 de julio de 2021, firma por el KK Mornar Bar de la Erste Liga. El 9 de diciembre de ese mismo año fichó por el Pallacanestro Trieste de la Lega Basket Serie A.
El 23 de octubre de 2023, firma por el Bàsquet Girona de la Liga Endesa. el 12 de marzo de 2024 el club rescindió unilateralmente el contrato con Davis, que se encontraba apartado del equipo hacía unas semanas. Al día siguiente fichó por el Vanoli Basket Cremona de la Lega Basket Serie A.